# Eupithecia monacheata
Eupithecia monacheata là một loài bướm đêm trong họ Geometridae.